# Arachnothryx guettardioides
Arachnothryx guettardioides är en måreväxtart som beskrevs av Paul Carpenter Standley och Julian Alfred Steyermark. Arachnothryx guettardioides ingår i släktet Arachnothryx och familjen måreväxter. Inga underarter finns listade i Catalogue of Life.